# 2022年国籍与边境法
2022年国籍与边境法（Nationality and Borders Act 2022）是英国议会于 2021年7月提出並最終於2022年4月28日通過的一项关于移民的法案。该法案还涉及英国海外领土公民身份、无国籍公民的登记。根據該法案，英國會選定一個國家，並且讓申請進入英國的难民先前往那個國家等待審批。